# Britta Rehder
Britta Rehder ist eine deutsche Politikwissenschaftlerin. Sie ist Professorin an der Ruhr-Universität Bochum.

## Akademische Laufbahn
Rehder studierte von 1989 Politikwissenschaften und Pädagogik an der Universität Hamburg und schloss ihr Studium 1998 mit dem Diplom ab. Von 1999 bis 2001 war sie Stipendiatin in einem gemeinsamen Graduiertenkolleg der Hans-Böckler-Stiftung und des MPIfG. Von 2001 bis 2002 arbeitete sie in einer internationalen Forschungsgruppe der Stiftung Eurofound. Im Jahre 2002 wurde sie an der Humboldt-Universität Berlin mit einer Dissertation über den Beitrag betrieblicher Bündnisse für Arbeit zum Wandel der industriellen Beziehungen in Deutschland zum Dr. phil. promoviert. Von 2002 bis 2011 arbeitete sie als wissenschaftliche Mitarbeiterin am Max-Planck-Institut für Gesellschaftsforschung in Köln. Im Jahre 2011 folgte ihre Habilitation zur Professorin für Politikwissenschaften mit dem Schwerpunkt des politischen Systems Deutschlands an der Universität Münster. Ihre Habilitationsschrift handelt über die Rolle des Bundesarbeitsgerichts bei der Entwicklung des deutschen Tarifrechts. Seit April 2011 ist sie als Professorin für Politikwissenschaften an der Ruhr-Universität Bochum tätig.

## Wissenschaftliche Tätigkeit
Die Forschungsschwerpunkte von Rehder liegen im Bereich der Arbeitsbeziehungen, der Verbändeforschung sowie im Zusammenspiel von Politik und Recht. Sie war von 2005 bis 2010 Co-Sprecherin im Arbeitskreis „Verbände“ und ist seit 2006 Co-Sprecherin der Sektion „Politische Soziologie“ der DVPW. Zudem ist sie seit 2011 Mitglied und stellvertretende Vorsitzende des Wissenschaftlichen Beirates der Hans-Böckler-Stiftung und seit 2010 Mitglied im Herausgeber-Beirat der Zeitschrift „Industrielle Beziehungen“.

## Veröffentlichungen (Auswahl)
- Betriebliche Bündnisse für Arbeit in Deutschland. Mitbestimmung und Flächentarif im Wandel. (Dissertation). Campus-Verlag, Frankfurt am Main und New York 2003, ISBN 3-593-37372-6.
- Tarifpolitik im Umbruch. Deutscher Instituts-Verlag, Köln 2005, ISBN 3-602-14689-8. (mit Hans Werner Busch, Michael Hüther, Hans Paul Frey und Wolfgang Streeck)
- Der Richter und seine (Vor-)Denker. Juristen als Wegbereiter der Dezentralisierung im deutschen Tarifsystem. In: Michael Stolleis, Wolfgang Streeck (Hrsg.): Dezentralisierung. Aktuelle Fragen politischer und rechtlicher Steuerung im Kontext der Globalisierung. Nomos Verlag, Baden-Baden 2007, ISBN 3-8329-2764-6, S. 259–283.
- Interessenvermittlung in Politikfeldern – ein vergleichendes Fazit. In: Britta Rehder (Hrsg.): Interessenvermittlung in Politikfeldern. Vergleichende Befunde der Policy- und Verbändeforschung. VS Verlag, Wiesbaden 2009, ISBN 978-3-531-16932-3, S. 267–273.
- Rechtsprechung als Politik. Der Beitrag des Bundesarbeitsgerichts zur Entwicklung der Arbeitsbeziehungen in Deutschland. (Habilitationsschrift). Campus-Verlag, Frankfurt am Main und New York 2011, ISBN 978-3-593-39505-0.

## Auszeichnungen
- 2007 – Zeitschriftenpreis des Vereins der Freunde und Ehemaligen des MPIfG e.V.
- 2006 – GIRA Best Paper Award für den besten Zeitschriftenaufsatz eines Nachwuchswissenschaftlers im Themengebiet „Industrielle Beziehungen“